# George Pirie Thomson
George Pirie Thomson, C.B.E, C.B. (* 1887; † 1965) war ein britischer Konteradmiral. Während des Zweiten Weltkrieges war er oberster Pressezensor in England.
Thomson war Sohn von Major J. Thomson. 1908 bis 1932 diente er auf U-Booten der Royal Navy und war Teilnehmer am Ersten Weltkrieg. Am 16. Juni 1921 heiratete er Octavia Cayley.
Ab 1937 war Thomson second member des Naval Board in Australien, bis er nach 37 Dienstjahren 1939 verrentet wurde. Marineminister Winston Churchill reaktivierte ihn nach dem deutschen Überfall auf Polen für das Ministry of Information, wo unter Vizeadmiral C. V. Usborne ab Juni 1939 die Zensurabteilung aufgebaut wurde. Nachdem Usborne zur Konstruktion von Zerstörern zurückgekehrt war und Cyril Radcliffe im Dezember 1940 ebenfalls die Funktion aufgab, übernahm sie Thomson bis zum Ende des Krieges.
Material über Thomson lagert im Liddell Hart Centre for Military Archives des King’s College London.

## Werke
- Blue pencil admiral: the inside story of the press censorship. Sampson, Low, Marston & Co, London 1947.
- Submarines. The Mechanical Age Library series. Frederick Muller, London 1959.

| Personendaten    | Personendaten                             |
| ---------------- | ----------------------------------------- |
| NAME             | Thomson, George Pirie                     |
| KURZBESCHREIBUNG | britischer Marineadmiral und Pressezensor |
| GEBURTSDATUM     | 1887                                      |
| STERBEDATUM      | 1965                                      |